# Björn Lindskog
Björn Lindskog, född den 25 februari 1906 i Sollefteå, död den 1 januari 1982 i Djursholm, var en svensk militär och författare. Han var son till regementsläkaren Jonas Lindskog och skådespelaren Greta Pfeil.

## Biografi
Lindskog började sin officersbana vid Södermanlands regemente där han utnämndes till officer 1927. Han övergick till Flygvapnet och genomgick Flygskolkåren (F 5) 1932. Efter att ha studerat vid Krigshögskolan 1937–1939 blev han lärare där i flygtjänst 1939–1943. Lindskog befordrades till kapten 1939, till major 1943 och till överstelöjtnant 1945. Vid uppsättandet av Södertörns flygflottilj (F 18) på Tullinge kom han att verka som flottiljchef 1946–1949. Han utnämndes till överste 1948 och var chef för Flygkrigshögskolan 1949–1957. 
Lindskog avslutade sin militära verksamhet när han efterträdde Stig Wennerström som flygattaché i Washington, D.C. och Ottawa 1957–1961. Efter hemkomsten blev han biträdande generalsekreterare på KSAK och efterträdde 1964 Nils Söderberg som ordinarie generalsekreterare, vilket han var till 1969. Björn Lindskog är en av de få svenskar som blivit medlem i Caterpillarklubben två gånger. Han blev ledamot av Krigsvetenskapsakademien 1947.

## Utmärkelser
- Riddare av Svärdsorden, 1946.[2]
- Riddare av Vasaorden, 1947.[3]
- Kommendör av Svärdsorden, 11 november 1952.[4]
- Kommendör av första klass av Svärdsorden, 6 juni 1956.[5]
- Legion of Merit, april 1962.[6]